# Sklerenkym
Sklerenkym, ibland kallat stenceller, finns i växter och fungerar som stödjevävnad. Cellerna sitter oftast i kluster och bildar sklerenkymvävnad, men kan även förekomma i små grupper eller enskilt. Sklerenkym stödjer upp växter som upphört att växa och förlängas. 
Cellerna har tjocka och för det mesta förvedade, sekundära cellväggar, som kan stödja upp större och kraftigare plantor än till exempel kollenkym kan. Cellerna fungerar efter sin död och färgas i regel rött vid färgning av växtpreparat in vitro. Det förekommer två olika typer av sklerenkymceller: fibrer och stenceller.  
Fibrer är långa, smala celler och kan vara 5 till 55 millimeter långa i hampa eller 9 till 70 millimeter i lin. Längden på fibrerna varierar från växt till växt. Fibrer förekommer i strängar eller buntar. 
Stenceller varierar i form och besitter för det mesta en mer förgrenad struktur. De kan förekomma enskilda eller i mindre aggregat i många frö- eller nötskal, men även i frukter som päron och körsbär, vilket får fruktköttet att knastra mellan tänderna om man äter det.